# Domingos Ferreira
Domingos Ferreira (Braga, Portugal, 1709 - Vila Rica, Brasil, 19 de setembro de 1771) foi um mestre violeiro (luthier) português, radicado em Vila Rica (atual Ouro Preto - MG), cidade na qual estabeleceu, na freguesia do Padre Faria, uma oficina de construção de violas de mão portuguesas, antecessoras das violas brasileiras. É o mais antigo construtor de violas do qual existe notícia no Brasil e o processo de inventário de seus bens revela importantes detalhes sobre os tipos de violas que produzia  e sobre as ferramentas, acessórios, madeiras e cordas que usava. A documentação também possui informações sobre a relação do violeiro com os comerciantes de Vila Rica  e sobre a atuação de seu escravo Antônio “Angola” na produção e venda dos instrumentos produzidos em sua oficina, antes e depois de sua morte.

## Trajetória
Domingos Ferreira nasceu na  freguesia de Santa Maria de Aveleda, Arcebispado de Braga (Portugal) em 1709, transferindo-se para o Brasil em período incerto. Pertenceu à Ordem Terceira de São Francisco de Vila Rica e declarou, em seu testamento, “não saber bem ler e escrever”. Teve vida modesta e residiu, ao lado de ex-escravos forros,  em um bairro pobre de Vila Rica: a freguesia do Padre Faria. Era casado com Tereza Pereira, que havia permanecido em Portugal, tendo com ela dois filhos, falecidos antes de 1761. Domingos Ferreira é referido em seu inventário como mestre violeiro ou simplesmente como violeiro que, para Raphael Bluteau (1721), é o “oficial que faz violas e outros instrumentos músicos de cordas”, embora a documentação disponível comprove apenas sua produção de violas de mão.
O mestre violeiro teve dois escravos: Domingos “Angola” e o "moleque" Antônio “Angola”, este último seu assistente na oficina de violaria e "quartado" desde 17 de abril de 1769, ou seja, com liberdade pré-outorgada e a ser conferida após oito anos de trabalho ao seu testamenteiro a contar dessa data, em agradecimento aos seus bons serviços. Isso faz supor que Antônio “Angola” já trabalhasse com Domingos Ferreira na produção de violas desde meados da década de 1760, porém a expressão "moleque" indica que este ainda era jovem e deve ter nascido em meados ou fins da década de 1750.
Domingos Ferreira provavelmente já estava acamado no início de 1769 e sem trabalhar em sua oficina. O mestre violeiro submeteu à aprovação, em 16 de setembro de 1771, seu testamento redigido 10 anos antes. Faleceu em 19 de setembro de 1771, em decorrência das complicações resultantes de um “braço quebrado e outras feridas”, assistidas pelo cirurgião Bento da Cunha e por vários “professores” que lhe fizeram os curativos. Não deixou herdeiros, nem concubina e nem filhos ilegítimos. Faleceu sem contenda judicial de cobrança e todas as suas dívidas foram satisfeitas com base na confiança e juramento dos credores, tendo sido sepultado na Capela de Nossa Senhora do Rosário dos Brancos do Padre Faria, a poucos metros de sua casa.
O inventário de Domingos Ferreira foi aberto em 7 de outubro de 1771, duas semanas e meia após o seu falecimento. O músico Luís José de Araújo foi o inventariante, administrando a produção de violas após a morte do mestre. Uma vez realizada a partilha dos bens do falecido e cumprido o prazo do quartação de Antônio “Angola” em 1777, Araújo parece ter liquidado a oficina. Nenhum instrumento produzido por Domingos Ferreira ou por Antônio “Angola” foi preservado e não existe nenhuma imagem e nenhum outro documento diretamente associado ao trabalho desses violeiros, além do referido processo de inventário. As imagens desta página são ilustrações históricas, sem conexão direta com os violeiros aqui referidos, mas possuem a função de auxiliar a compreensão do tipo de trabalho realizado por esses personagens.

## O inventário de Domingos Ferreira
O inventário de Domingos Ferreira, iniciado duas semanas e meia após o falecimento do mestre violeiro, pertence ao Arquivo do Museu da Inconfidência de Ouro Preto (Casa do Pilar, cód. 35, auto 427, 1º Ofício, de 99 folhas, aberto em 7 de outubro de 1771 e encerrado em 22 de novembro de 1777) e foi localizado, fotografado e transcrito em 2005 por Maria José Ferro de Sousa. Em 2007, Paulo Castagna, Maria Teresa Gonçalves Pereira e Maria José Ferro de Sousa realizaram pesquisas sobre o documento, inscrevendo o trabalho no Colóquio Internacional As músicas luso-brasileiras no final do antigo regime: repertórios, práticas e representações, realizado na Fundação Calouste-Gulbenkian de Lisboa, entre 7-9 de junho de 2008, texto impresso em 2012. Devido ao grande interesse dos dados obtidos, para a história da violaria luso-brasileira, as principais informações desse trabalho foram aqui resumidas e reorganizadas, com atualização da ortografia e pontuação, para sua maior difusão e compreensão.
O inventário menciona grande quantidade de ferramentas, violas e acessórios entre os "bens móveis" encontrados na casa e oficina do falecido Domingos Ferreira, itens que podem ser observados no Quadro 1.
| Quantidade | Bens móveis | Valor  |
| ---------- | --- | ------ |
| 1          | banco com suas prensas, pertencente ao ofício de violeiro, em que trabalhava o testador pelo dito ofício                                                      | 1$800  |
| 1          | caixa de madeira com sua guarnição de pau preto e bem de cumprido seis palmos                                                                                 | 4$800  |
| 1          | caixão de madeira tosca, que mostrava ter sido de encosto | 1$200  |
| 1          | mesa quadrada de madeira branca tosca, com sua gaveta | $600   |
| 1          | banco tosco velho, que mostrava ter sido caixão | $300   |
| 1          | outro banco pequeno, tosco e velho | $150   |
| 2          | tamboretes toscos e muito velhos | $150   |
| 1          | serra braçal pertencente ao ofício de violeiro | 1$500  |
| 1          | serra de mão | $300   |
| 1          | outra serra pequena | $300   |
| 1          | caixãozinho de ferramenta pertencente ao dito ofício de violleiro                                                                                             | 1$800  |
| 1          | machado de cortar Lenha | $450   |
| 1          | enxada com seu cabo | $450   |
| 1          | leito antigo de jacarandá torneado | 4$800  |
| 1          | balança de pesar ouro com marco de meia libra | $900   |
| 1          | clavina com avarias nos feixos | 3$000  |
| 1          | par de fivelas de prata de vinte e seis oitavas | 2$600  |
| 1          | outro par de fivelas de calção de prata com seus botões da mesma e um par de chapinhas de pescoço                                                             | 1$050  |
| 1          | aro de prata que serviu de óculos e tem peso uma oitava e meia                                                                                                | $150   |
| 1          | uma colher e dois garfos de prata | 2$150  |
| 1          | espadim de prata com punho liso e bem mostrava ter de peso pouco mais ou menos sessenta oitavas                                                               | 6$000  |
| 11         | libras de cobre velho | 3$300  |
| 1          | casaca de pano azul ferrete e com vestia encarnada e calção de risco escarlate, tudo em bom uso                                                               | 12$000 |
| 2          | chapéus de Braga marca grande, novos | 4$800  |
| 1          | timão de baeta azul de dois forros, usado | 2$400  |
| 1          | capote velho a que se não deu valor algum por sua inutilidade, do qual se estava já servindo um dos escravos do testador em cobertura                         | -      |
| 3          | lençóis de estopa, muito velhos | $900   |
| 2          | camisas de Bretanha, usadas | 1$200  |
| 1          | camisa de pano de linho, velha | $300   |
| 2          | pares de meia de algodão e linha, velhas | $300   |
| 1          | enxergão velho | $300   |
| 2          | fronhas riscadas | $150   |
| 2          | toalhas de algodão, velhas | $300   |
| 13         | maços de cordas de viola de tripa para encordoar as violas | 23$400 |
| 5          | bordões cobertos de prata para as violas | $375   |
| 37         | pares de tampos de Veneza para violas | 16$550 |
| 6          | pares de costilhas | 1$125  |
| 1          | boceta de cabeleira, com duas perucas curtas | 1$500  |
| 3          | violas grandes vistas e avaliadas cada uma a preço de duas oitavas e tres quartos de ouro                                                                     | 9$900  |
| 6          | violas grandes por encordoar e aparelhar, que foram vistas e avaliadas pelos mesmos louvados, cada uma a preço de oitava e quarto de ouro                     | 9$900  |
| 10         | meias violas encordoadas que foram vistas e avaliadas pelos mesmos louvados, cada uma a preço de uma oitava e tres quartos de ouro                            | 21$000 |
| 5          | cinco ditas meias violas por encordoar, que foram vistas e avaliadas pelos mesmos louvados, cada uma a preço de hua oitava e quarto de ouro                   | 7$500  |
| 38         | descantes, alguns encordoados e outros com cordas quebradas, os quais foram vistos e avaliados pelos mesmos louvados a preço de tres quartos de ouro cada hum | 34$200 |
| 17         | machinhos de quatro cordas e alguns encordoados, que foram vistos e avaliados pelos mesmos louvados a preço de meia oitava de ouro e cada um                  | 5$100  |
| 1          | prato de estanho | $225   |

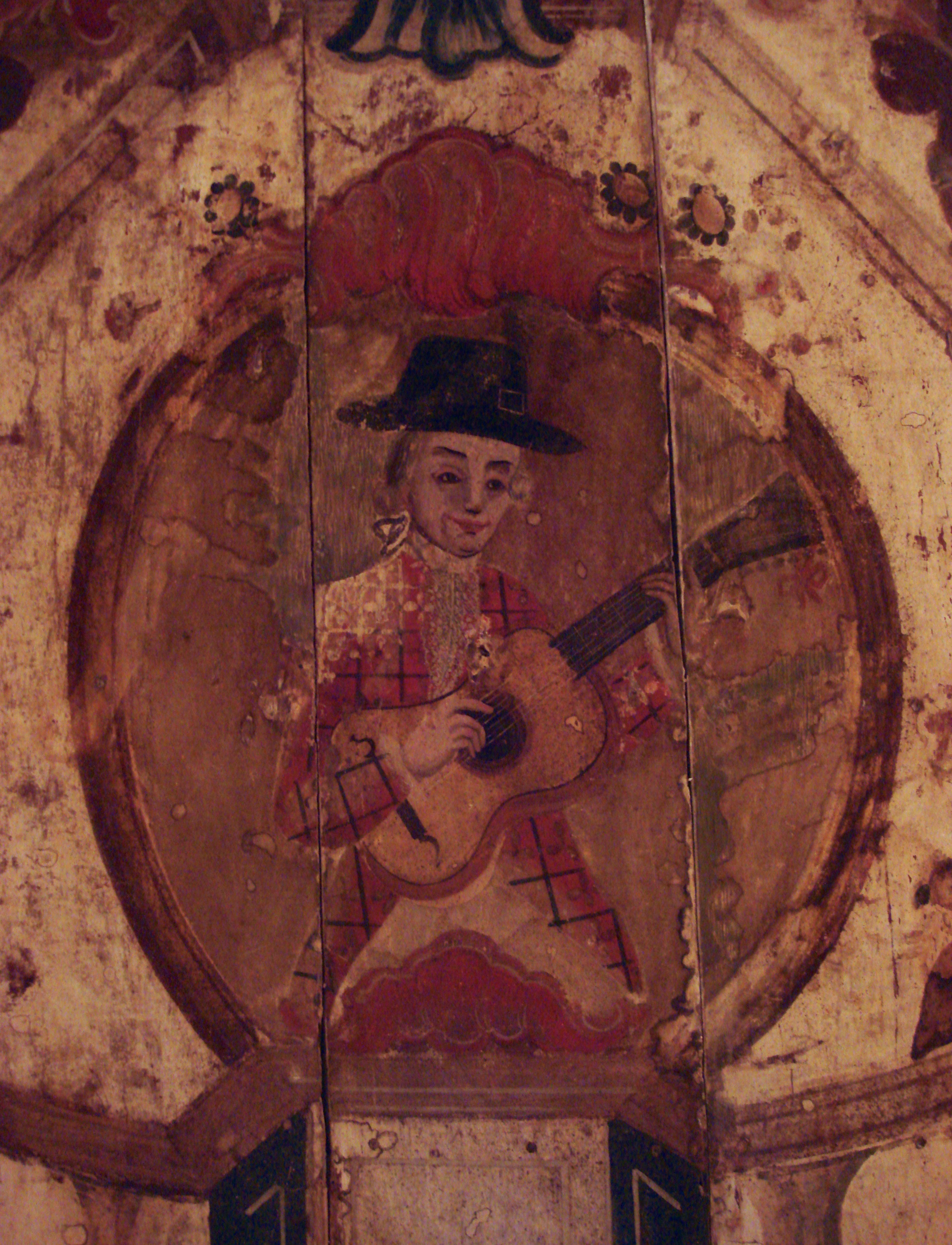
Tocador de viola, em pintura do século XVIII em teto residencial de Diamantina (MG), exposta no Museu Regional de São João del-Rei (MG).

O processo de inventário de Domingos Ferreira revela detalhes de sua relação com os comerciantes de Vila Rica: em seu testamento, o mestre violeiro declarou uma dívida de “um crédito procedido de madeira que tomei para o meu oficio de violeiro, dezessete oitavas e meia” com José Pereira Carneiro, o qual anexou ao processo um documento discriminando os itens da dívida, entre os quais constavam "caixões de pinho para violas" e "umas poucas cordas de violas". Com Manoel Teixera Souto, morador de Vila Rica, havia uma dívida de 16 oitavas e meia de ouro, de compra efetuada em 12 de fevereiro de 1771, “de umas cordas de violas que lhe comprei”, entre cujos itens discriminados por esse comerciante constavam "maços de cordas de viola". A Manoel Pinto da Silveira, Domingos Ferreira devia 12 oitavas e 1⁄4 de ouro da compra de “7 maços de cordas de viola de Lisboa”, realizada em 7 de março de 1770, e o comerciante, no comprovante da dívida, declarou ter recebido “à conta acima, uma viola, que me fez em 21 de junho [ou julho] de 1770 em preço de 4 oitavas”. O mestre violeiro também declarou, em seu testamento, que devia “a um fulano Vergaço, que vive de vender madeiras, o que constar lhe devo de umas tábuas”, constando no processo uma dívida de duas oitavas de ouro a Francisco Farias Vergaço, “de madeira de cedro vermelho”. Finalmente, a Bernardo José Pinto Brandão o violeiro devia uma oitava, três quartos e quatro vinténs de ouro “de resto de umas cordas de viola”.

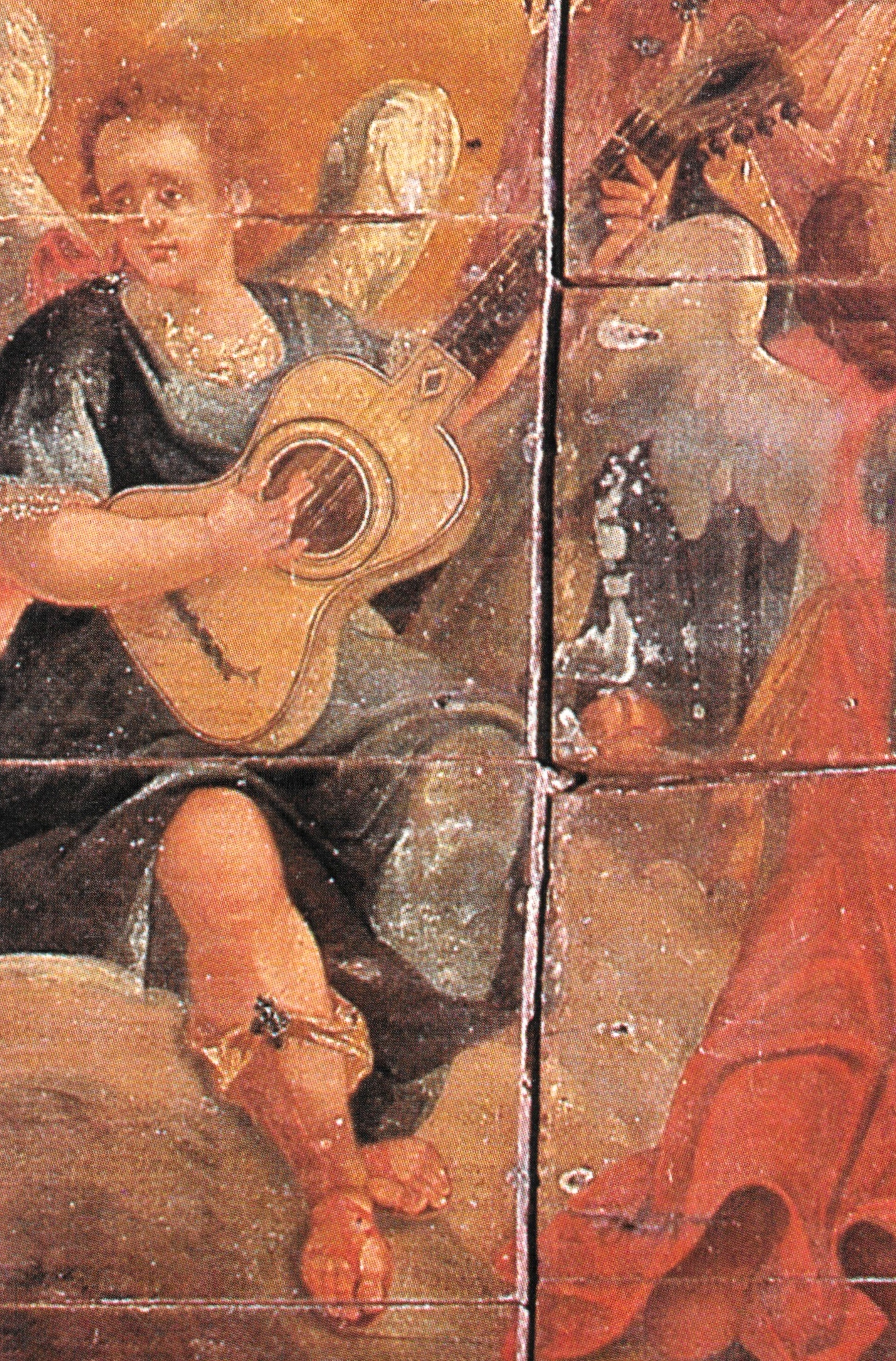
Anjo tocando viola, pintura do final do século XVII ou início do século XVIII no teto da sacristia do Convento de Santo Antônio de Igarassu (PE).

O trabalho do escravo Antônio “Angola” foi detalhado no processo: até 17 de abril de 1777 - portanto cinco anos e meio após o falecimento de Domingos Ferreira - Antônio continuou produzindo instrumentos (pois estava obrigado a oito anos de trabalho desde 17 de abril de 1769) e “andou o dito negro em viagens interpoladas, dispondo as ditas obras e outras que de novo fez, o espaço de mais de sete meses, e mais de dois que esteve doente”, ou seja, vendendo, em localidades distantes de Vila Rica, os instrumentos do espólio do mestre português e outros mais que construiu, relacionados no Quadro 2. O inventariante Luís José de Araújo, que administrou a produção de violas entre a morte de Domingos Ferreira e a libertação de Antônio “Angola”, repassou a ele os valores correspondentes a uma série de itens, discriminados no Quadro 3, que revelam importantes detalhes sobre as madeiras utilizadas na construção das violas e sobre sua forma de obtenção.
| Quantidade | Bens móveis                                                                                             | Valor  |
| ---------- | --- | ------ |
| 8          | violas ordinárias que foram vendidas por vários preços                                                  | 30$900 |
| 32         | meias violas, que renderam por vários preços, vendidas                                                  | 65$780 |
| 67         | descantes, grandes e pequenos que, vendidos em casa e fora dela e por vários preços, renderam           | 70$620 |
| 11         | machinhos de quatro cordas grandes e pequenos, vendidos em casa e fora dela por vários preços, renderam | 3$640  |
| 6          | descantes e uma meia viola, que renderam                                                                | 7$200  |

| Quantidade | Bens móveis | Valor  |
| ---------- | --- | ------ |
| 12         | bordões de prata a 3 vinténs | 1$280  |
| 5          | caixões de pinho para tampos e fundos a 1 e 3⁄4 | 10$500 |
| 2          | paus de jacarandá a 6 vinténs | $380   |
| 1          | tabuão de cedro | $980   |
| 4          | dúzias de buchos de pessada que mandou vir do Rio | 1$500  |
| 1          | outro tabuão de cedro | $940   |
| 8          | paus de mangue que mandou vir do mato, para fundos e costilhas das meias violas e descantes, a 6 vinténs                                                                              | 1$800  |
| 1          | pau de jacarandá | $120   |
| 1          | pedaço de moldura de cedro | $100   |
| 1          | caixão de pinho a Luís de Amorim | 1$800  |
| 1          | tabuão de jacarandá de 20 palmos e um foro do dito pau de 15 palmos, que comprou na barra                                                                                             | 2$400  |
| 6          | paus de mangue, que mandou vir do mato, a 5 vinténs | 1$020  |
| 25         | pares de tampos de Veneza que se gastaram nas violas e meias viollas a 1⁄4 quartos | 11$780 |
| 7          | maços de cordas de tripa que se gastaram nas obras a 1⁄2 | 12$600 |
| -          | ouro que pagou ao escrivão da Câmara, de licença do oficio do dito negro, dos anos de 1772 até 1776 a 3⁄4 sextos                                                                      | 5$520  |
| 1          | camisa de pano de linho para o negro Antônio | $900   |
| 1          | vestia e calção de baeta preta para o dito | 6$360  |
| -          | desobrigas ao Vigário de cinco anos | 1$500  |
| 3          | Casacos de baeta para se cobrir o dito negro | 1$800  |
| -          | remédios de botica com que assisti ao dito nas doenças | 1$500  |
| -          | galinhas e carne com que assisti ao dito negro nas doenças | 1$280  |
| -          | pão para o dito | $300   |
| -          | ao ferreiro de consertar a serra grande e mais ferramentas do oficio de violleiro em todo o tempo                                                                                     | 1$800  |
| -          | por sustento do dito negro no decurso de cinco anos e meio, de que se abate algum tempo que andou fora em viagens, em regulado a de quatro annos a 12 oitavas por anno são 48 oitavas | 57$600 |

## A oficina do mestre violeiro

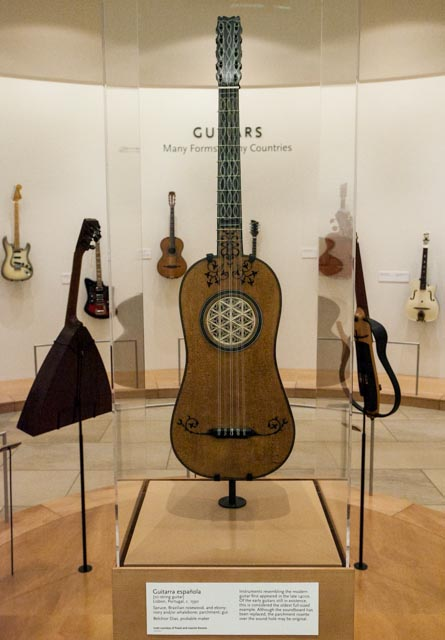
Viola de 5 ordens por Belchior Dias (Lisboa, 1581). Royal College of Music, Londres.

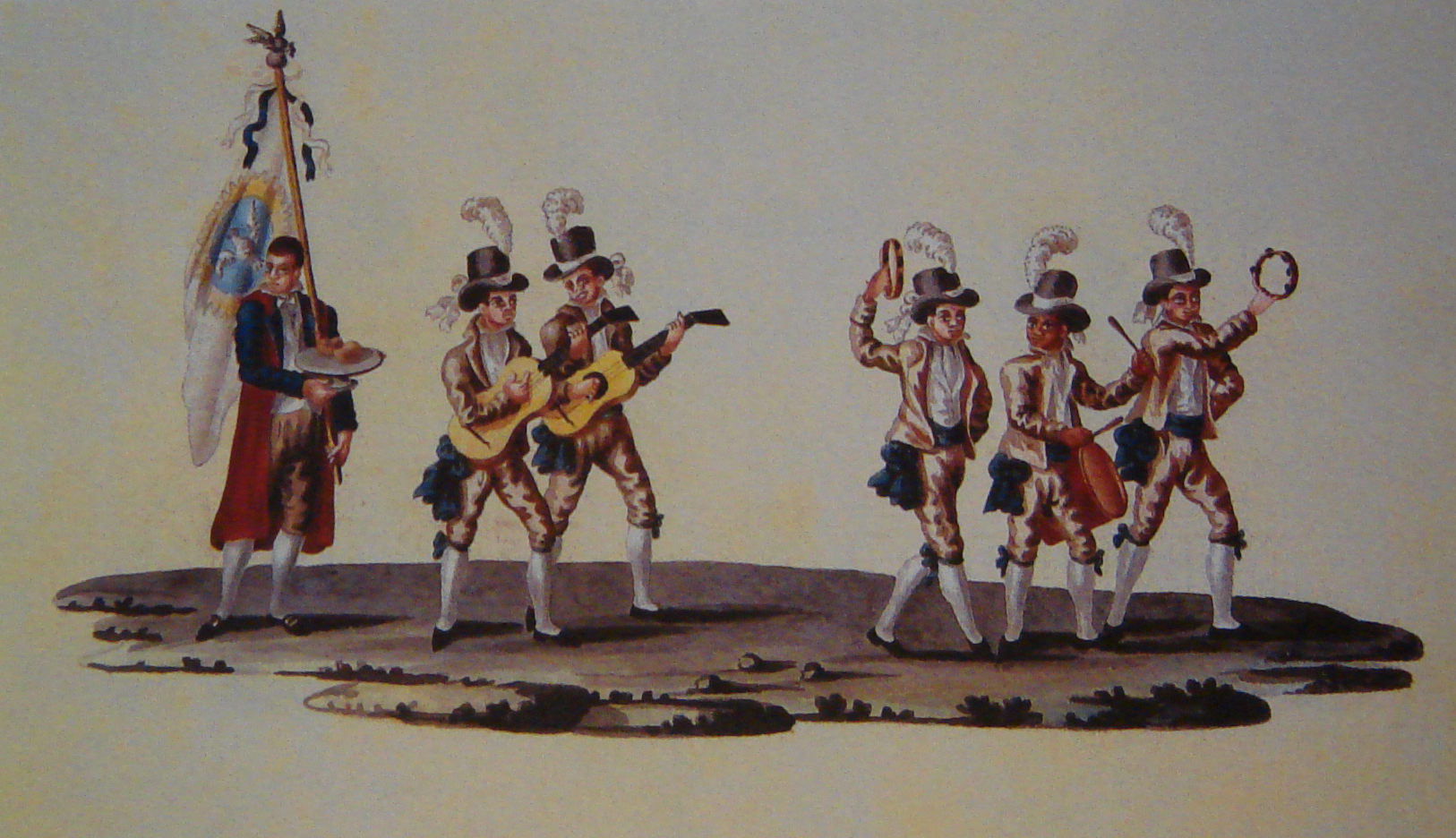
Joaquim Cândido Guillobel - Festa do Divino (Rio de Janeiro, 1812-1816).

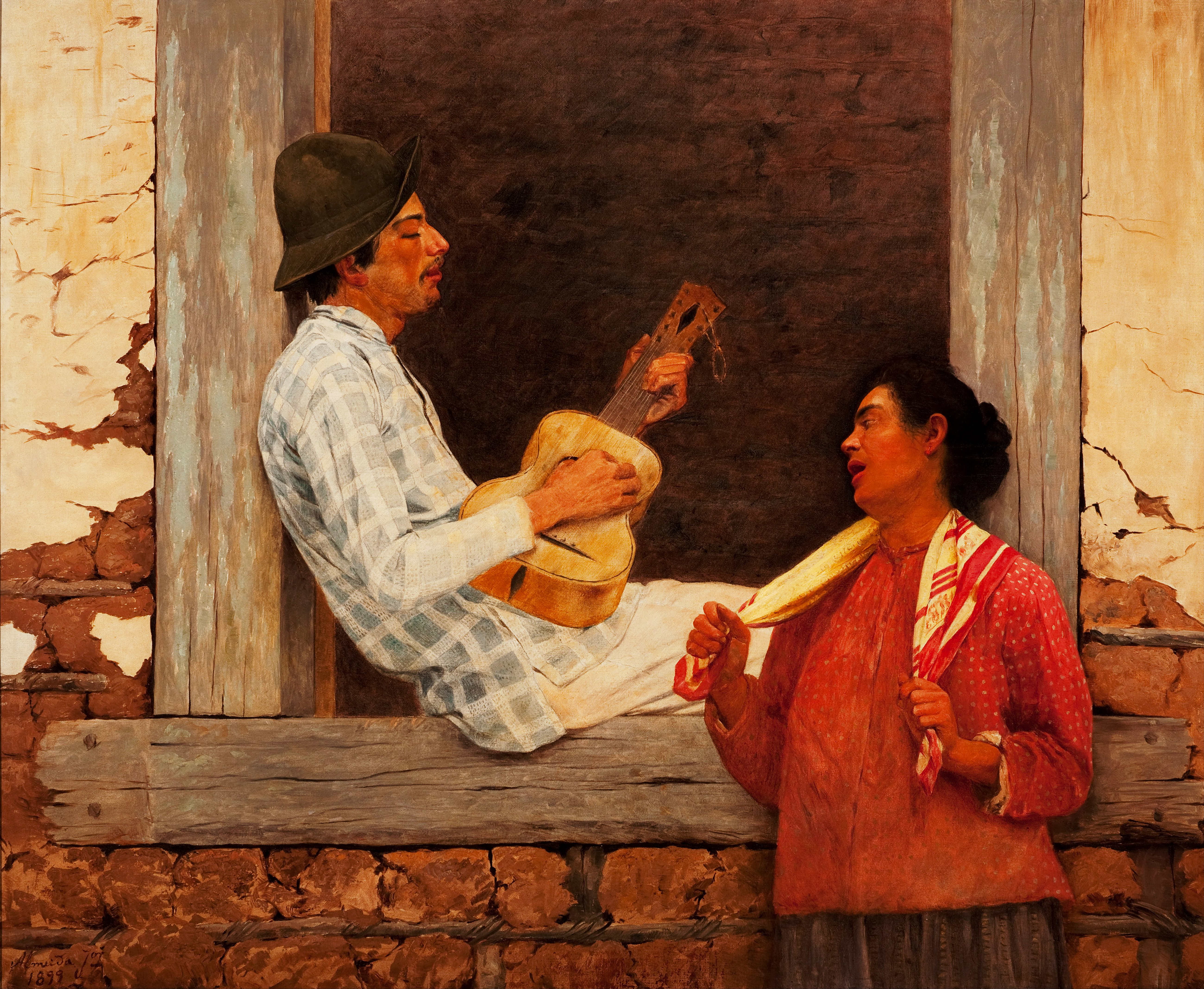
Almeida Júnior - O Violeiro (1899).

O inventário de Domingos Ferreira menciona vários modelos e tamanhos de instrumentos: a viola grande ou ordinária (cujo preço variava entre 3$300 e 4$800 réis), a meia viola (cujo preço variava entre 2$000 e 2$100 réis), o descante grande ou pequeno (cujo preço variava entre entre $870 e 1$054 réis) e o machinho de quatro cordas (duplas) grande ou pequeno (cujo preço variava entre $300 e $330 réis). As quantidades produzidas por Domingos Ferreira e seu escravo são surpreendentes: no espólio do mestre violeiro havia 38 descantes, 15 meias violas e 9 violas grandes, enquanto Antônio “Angola” vendeu 73 descantes, 33 meias violas, 11 machinhos e 8 violas grandes. Os tipos de instrumentos, acessórios, ferramentas e madeiras relacionadas no processo de inventário de Domingos Ferreira estão resumidos nos Quadros 4 a 7.
| Item                                         | Origem                                               | Valor unitário |
| -------------------------------------------- | ---------------------------------------------------- | -------------- |
| viola                                        | para Manoel Pinto da Silveira, por Domingos Ferreira | 4$800          |
| viola ordinária                              | vendida por Antônio “Angola”                         | 3$862,5        |
| viola grande                                 | bem de Domingos Ferreira                             | 3$300          |
| viola grande por encordoar e aparelhar       | bem de Domingos Ferreira                             | 1$500          |
| meia viola encordoada                        | bem de Domingos Ferreira                             | 2$100          |
| meia viola                                   | vendida por Antônio “Angola”                         | 2$055,6        |
| meia viola                                   | vendida por Antônio “Angola”                         | ± 2$000        |
| meia viola por encordoar                     | bem de Domingos Ferreira                             | 1$500          |
| descante grande ou pequeno                   | vendido por Antônio “Angola”                         | 1$054          |
| descante encordoado ou com cordas quebradas  | bem de Domingos Ferreira                             | $900           |
| descante                                     | vendido por Antônio “Angola”                         | ± $870         |
| machinho de quatro cordas grande ou pequeno  | vendido por Antônio “Angola”                         | $330,9         |
| machinho de quatro cordas, encordoado ou não | bem de Domingos Ferreira                             | $330           |

| Item                                                 | Origem                                                     | Valor unitário |
| ---------------------------------------------------- | ---------------------------------------------------------- | -------------- |
| bordão de prata                                      | comprado para Antônio “Angola”                             | $106,7         |
| bordão coberto de prata                              | bem de Domingos Ferreira                                   | $075           |
| caixão de pinho                                      | comprado de Luís de Amorim para Antônio “Angola”           | 1$800          |
| caixão de pinho para violas                          | comprado de José Pereira Carneiro por Domingos Ferreira    | ± 1$750        |
| dúzia de buchos de pessada [?] que mandou vir do Rio | comprado para Antônio “Angola”                             | $375           |
| maço de cordas de viola                              | comprado de Manoel Teixera Souto por Domingos Ferreira     | 3$300          |
| maço de cordas de viola                              | comprado de Manoel Teixera Souto por Domingos Ferreira     | 3$300          |
| maço de cordas de viola de Lisboa                    | comprado de Manoel Pinto da Silveira por Domingos Ferreira | 2$100          |
| maço de cordas de viola de tripa                     | bem de Domingos Ferreira                                   | 1$800          |
| maço de cordas de tripa                              | comprado para Antônio “Angola”                             | 1$800          |
| par de costilhas                                     | bem de Domingos Ferreira                                   | $187,5         |
| par de tampos de Veneza para violas e meias violas   | comprado para Antônio “Angola”                             | $471,2         |
| par de tampos de Veneza para violas                  | bem de Domingos Ferreira                                   | $447           |

| Item                                 | Origem                         | Valor unitário |
| ------------------------------------ | ------------------------------ | -------------- |
| banco com suas prensas               | bem de Domingos Ferreira       | 1$800          |
| caixão de pinho para tampos e fundos | comprado para Antônio “Angola” | 2$100          |
| caixãozinho de ferramenta            | bem de Domingos Ferreira       | 1$800          |
| côco e taxinho do grude              | bem de Domingos Ferreira       | 1$200          |
| serra braçal                         | bem de Domingos Ferreira       | 1$500          |
| serra de mão                         | bem de Domingos Ferreira       | $300           |
| serra pequena                        | bem de Domingos Ferreira       | $300           |
| pedaço de moldura de cedro           | comprado para Antônio “Angola” | $100           |

| Item                                                                                       | Origem                                                     | Valor unitário |
| ------------------------------------------------------------------------------------------ | ---------------------------------------------------------- | -------------- |
| madeira de cedro vermelho                                                                  | comprada de Francisco Farias Vergaço por Domingos Ferreira | 2$400          |
| pau de jacarandá                                                                           | comprado para Antônio “Angola”                             | $190           |
| pau de jacarandá                                                                           | comprado para Antônio “Angola”                             | $120           |
| pau de mangue que mandou vir do mato                                                       | comprado para Antônio “Angola”                             | $170           |
| pau de mangue que mandou vir do mato, para fundos e costilhas das meias violas e descantes | comprado para Antônio “Angola”                             | $225           |
| taboão de cedro                                                                            | comprado para Antônio “Angola”                             | $980           |
| taboão de cedro                                                                            | comprado para Antônio “Angola”                             | $940           |
| taboão de jacarandá de 20 palmos e um foro do dito pau de 15 palmos, que comprou na barra  | comprado para Antônio “Angola”                             | 2$400          |

Domingos Ferreira e Antônio “Angola” não produziam todas as peças de suas violas: entre os itens de origem externa, compravam caixões de pinho para guardar as violas prontas e adquiriam “tampos de Veneza” importados de Portugal (que, na verdade, eram originários das cidades de Veneza, Flandres e Hamburgo). Os violeiros, no entanto, produziam em Vila Rica os fundos e as costilhas (ripas para a produção de fundos mais elaborados) de “pau de mangue”, que adquiriam de extração local; provavelmente também produziam as partes do braço dos instrumentos, embora sobre estas não figure qualquer informação no processo. Os violeiros compravam maços de cordas de tripa e bordões cobertos de prata para encordoar seus instrumentos, importadas de Portugal: os maços que foram comprados de Manoel Pinto da Silveira vieram de Lisboa e os de José Pereira Carneiro vieram do Porto; um maço de cordas de tripa poderia chegar a Vila Rica por quase o mesmo valor de uma viola grande (um maço de cordas de tripa valia entre 1$800 e 3$300 réis, e apenas um bordão coberto de prata custava entre $75 e $106 réis).
A violaria representada na oficina de Domingos Ferreira era, portanto, bastante dependente da importação, ainda que usasse alguns itens de origem local, o que revela fidelidade aos modelos portugueses de construção de violas. Mesmo assim, os preços dos instrumentos de Domingos Ferreira são bem menores do que os preços conhecidos de instrumentos de orquestra, na transição do século XVIII para o XIX, e que poderiam chegar a 20$000 réis. A compra de violas, descantes e machinhos por preços que variaram entre $300 e 4$800 réis, portanto, não era inviável para muitos mineiros do século XVIII e - além de seu enraizamento cultural - pode explicar a enorme difusão social que esses instrumentos tiveram no Brasil a partir do século XVIII, fortalecendo a hipótese de popularização das violas no Brasil já nesse período.
Os instrumentos produzidos por Domingos e Antônio certamente são antecessores dos tipos de violas brasileiras que chegaram ao século XX, porém a utilização de madeiras locais além das importadas, a construção local de partes do instrumento, além da importação de partes pontas e a atuação de um violeiro africano indicam o início de um processo que, nos períodos subsequentes, gerou a diversidade atualmente conhecida das violas brasileiras.

## Localização da oficina

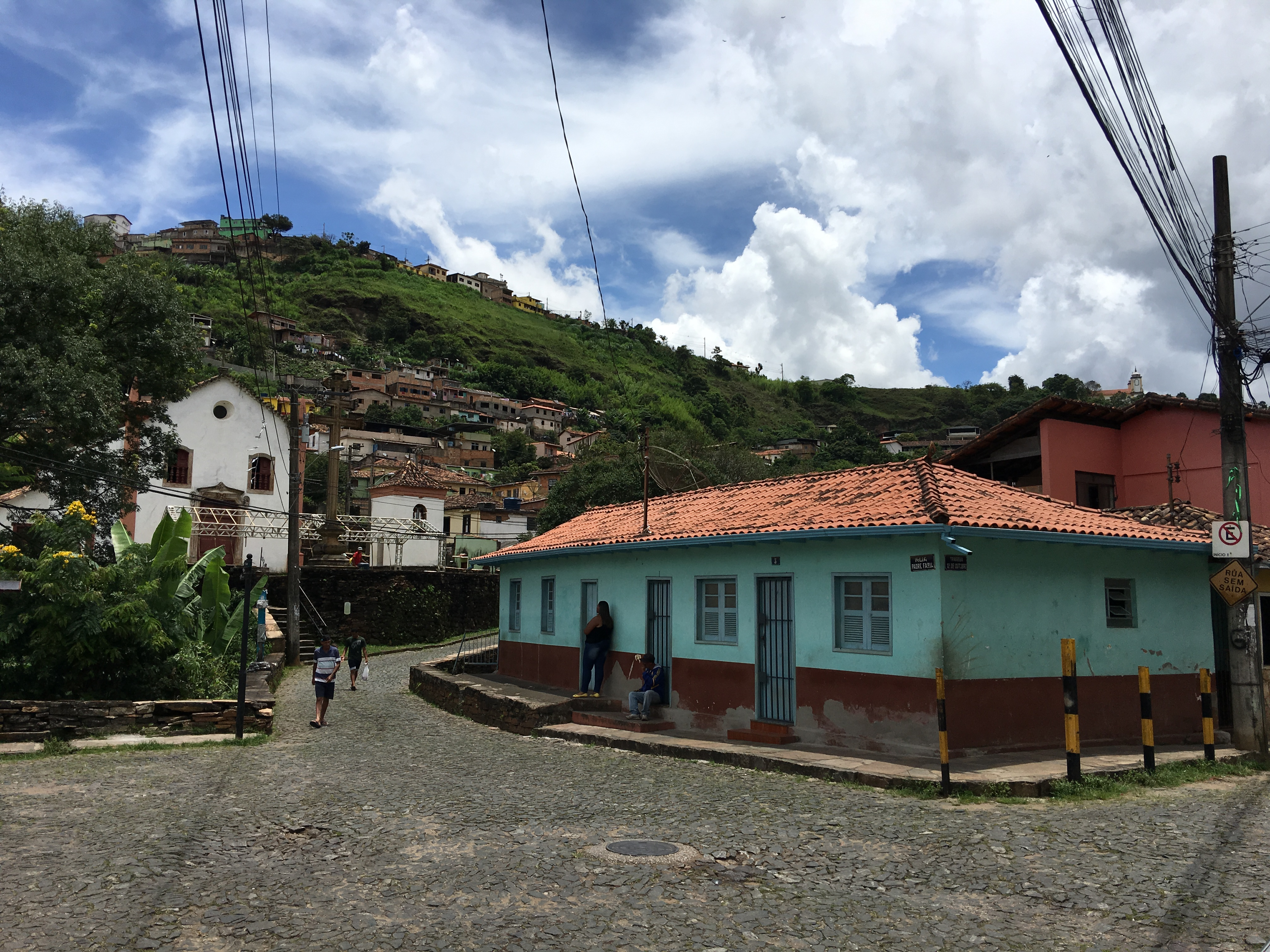
Aspecto atual da Rua do Padre Faria (Ouro Preto - MG), da capela da Irmandade de Nossa Senhora do Rosário dos Brancos e da provável localização da antiga casa e oficina de Domingos Ferreira.

Em seu testamento, Domingos Ferreira declarou possuir “umas casas em que vivia nesta vila, sitas no Padre Faria”. No inventário, Luís José de Araújo indicou com maiores detalhes a localização da morada, informando:
“Haver ficado, por falecimento do dito testador Domingos Ferreira, uma morada de casas em que viveu, nesta Rua do Padre Faria, térreas, cobertas de telhas, assobradadas para a parte do beco que passa pela banda de baixo delas a sair ao campo, e, na frente, a parte da dita rua, com seu quintal que confronta, pela mesma banda, com casas de João Duarte, pardo forro, e pela banda de cima com outras de Luiza de Videira, preta forra.”
A descrição acima sugere que a localização da oficina de Domingos Ferreira corresponde hoje à primeira casa da Rua do Padre Faria. A edificação na qual residiu o mestre violeiro desapareceu há bastante tempo e foi substituída por imóvel de construção recente, que nessa rua ocupa atualmente o número 3.

## O repertório de viola dos séculos XVII e XVIII

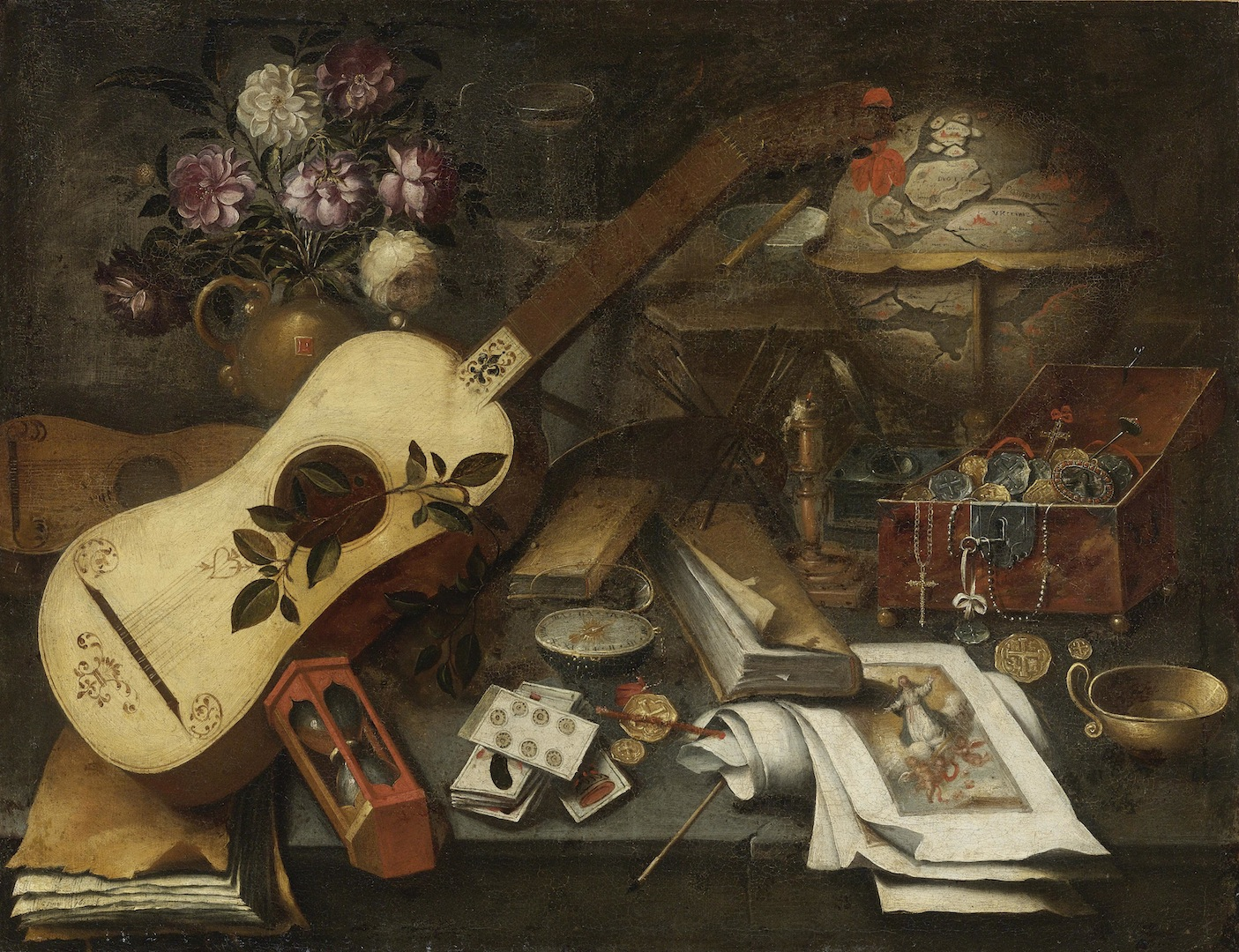
Natureza morta com viola, por Tomás Yepes/Hiepes (Valência, c.1595-1674).

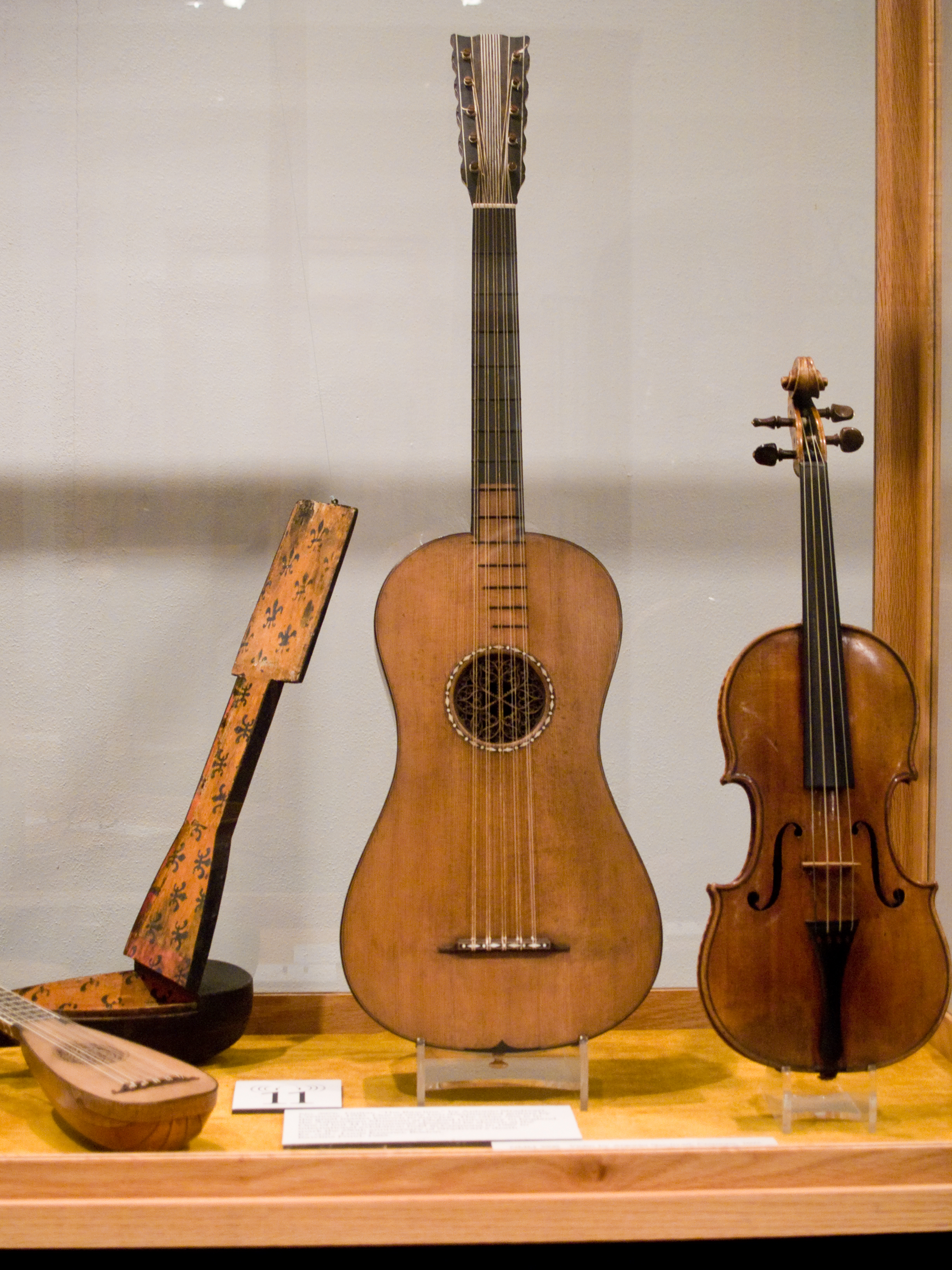
Viola (1700), violino, bandolim e sua caixa, por Antonio Stradivari.

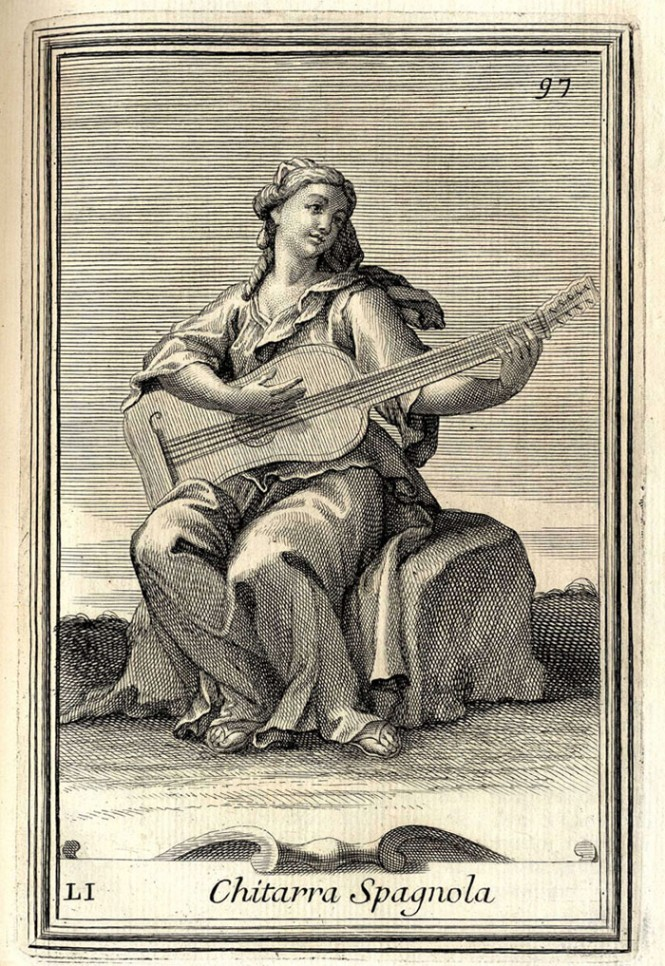
"Chitarra Spagnola", do Gabinetto Armonico pieno d'istromenti sonori (1722) de Filippo Bonanni (1638-1723).

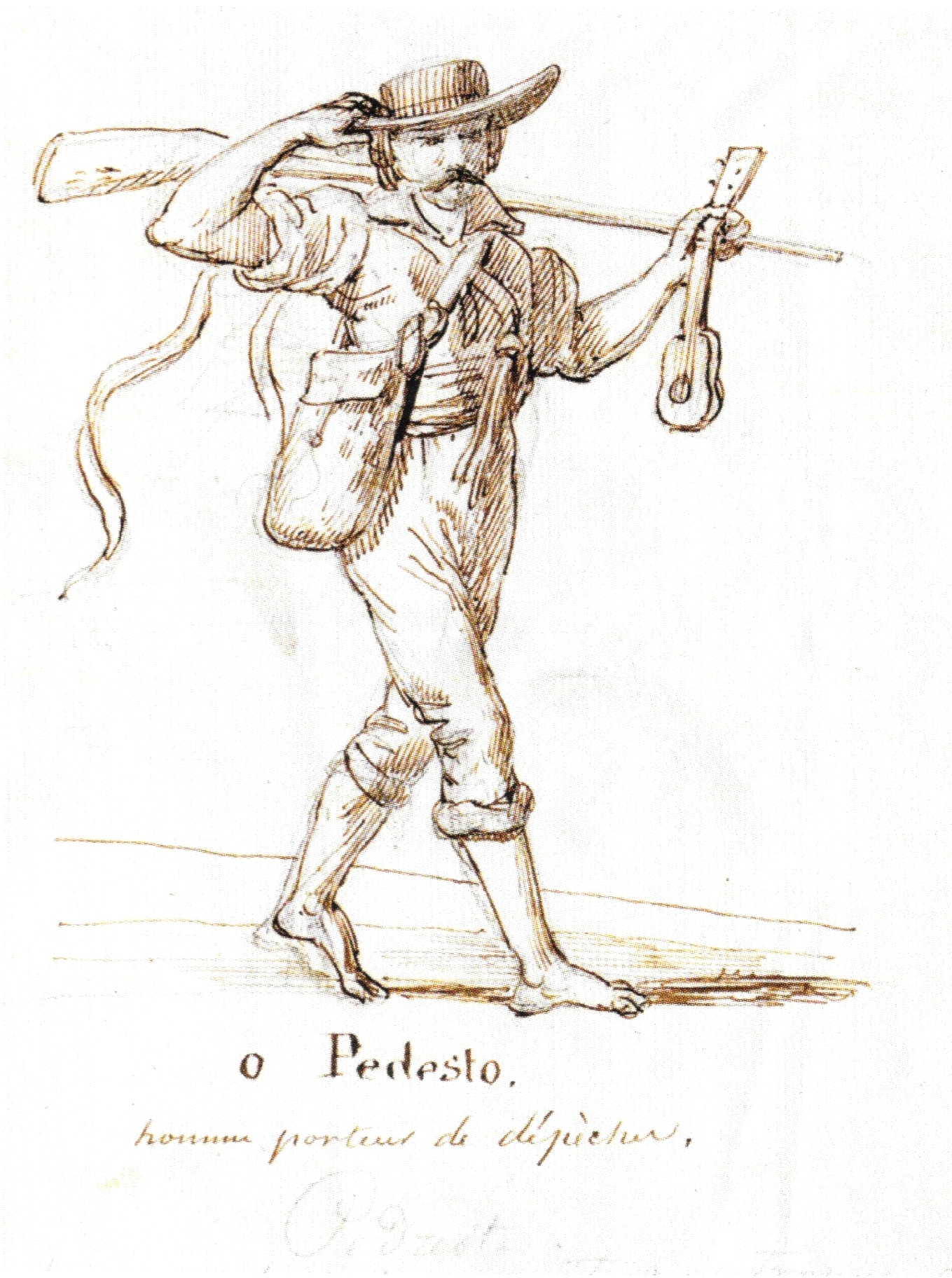
Machete, no desenho "O Pedesto" (São Paulo, 1821), de Arnaud Julien Pallière (1784-1862).

As fontes brasileiras desse período relacionadas à viola são apenas literárias. De acordo com as mesmas, as violas eram usadas principalmente para o acompanhamento de canções e para a execução solística de danças ou peças de caráter improvisado, como a fantasia. Nos dois casos eram empregados o ponteado (ou ponteio) e o rasgado (ou rasqueado). Uma análise das referências a danças de viola nas poesias de Gregório de Matos Guerra (1636-1696) e no Dicionário português e latino (1712-1728) de Raphael Bluteau (1638-1734) revela a existência de 19 tipos de danças que devem ter sido comuns no Brasil e Portugal desse período (Quadro 8).
| Danças      | Gregório de Matos | Raphael Bluteau |
| ----------- | ----------------- | --------------- |
| Amorosa     |                   | ♦               |
| Arrepia     |                   | ♦               |
| Arromba     | ♦                 | ♦               |
| Canário     | ♦                 | ♦               |
| Cãozinho    | ♦                 | ♦               |
| Cubango     | ♦                 |                 |
| Espanholeta | ♦                 |                 |
| Fantasia    |                   | ♦               |
| Gaturda     |                   | ♦               |
| Guandu      | ♦                 | ♦               |
| Marinheira  |                   | ♦               |
| Pandunga    | ♦                 |                 |
| Passacalhe  |                   | ♦               |
| Paturi      | ♦                 |                 |
| Pavana      | ♦                 |                 |
| Saltarelo   | ♦                 |                 |
| Sarabanda   | ♦                 |                 |
| Sarau       |                   | ♦               |
| Vilão       | ♦                 |                 |

As fontes portuguesas dos séculos XVII e XVIII de música para viola de mão, por outro lado, são raras em relação às fontes espanholas, mas incluem importantes testemunhos, como os códices da Fundação Calouste Gulbenkian, da Biblioteca Geral da Universidade de Coimbra e da Biblioteca Nacional de Lisboa (o Códice Conde de Redondo), além da Nova arte de viola de Manuel da Paixão Ribeiro (1798) e o Estudo de guitarra de Antônio da Silva Leite (1796). De acordo com Rogério Budasz, os códices do século XVII, da Fundação Calouste Gulbenkian e da Biblioteca Geral da Universidade de Coimbra possuem principalmente fantasias e rojões (passacalhes), enquanto o Códice Conde de Redondo, da segunda ou terceira década do século XVIII, enfatiza marchas e minuetos. Paixão Ribeiro, por outro lado, apresentou apenas minuetos e modinhas, enquanto Antônio da Silva Leite imprimiu exclusivamente minuetos, marchas, alegros e contradanças.

## Significado

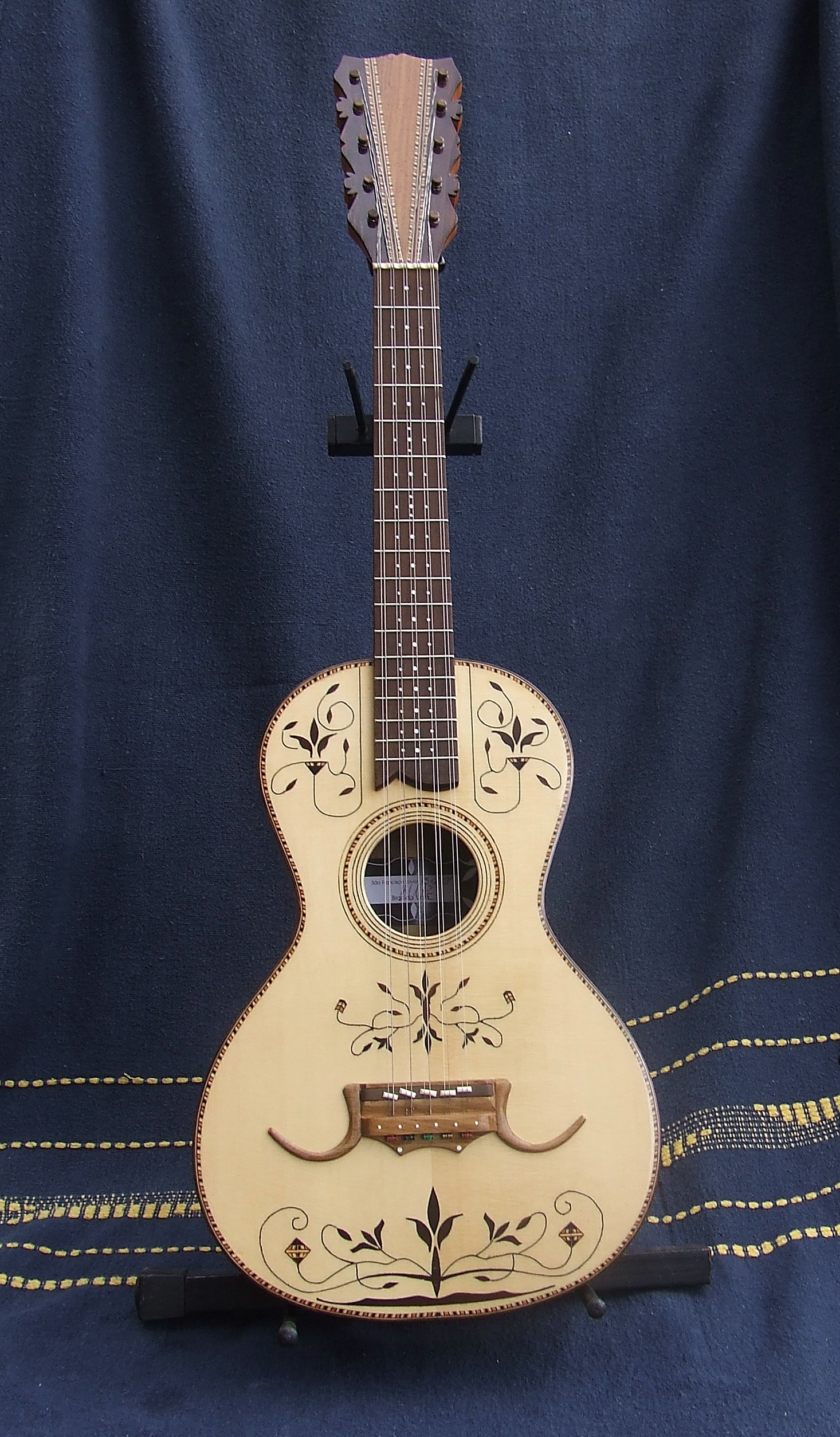
Viola caipira com trabalho de marchetaria de Braz Roberto da Costa (Braz da Viola), 2010.

O inventário de Domingos Ferreira, além de um marco antigo e importante na recepção das antigas violas portuguesas no Brasil, ampliou as informações sobre a construção de violas em Portugal, até então disponíveis no Regimento dos violeiros (1572), no Regimento dos que fazem cordas de violas (1615), no Acrescentamento do regimento do ofício de violeiro (1712) e, principalmente, na Factura da viola de mão que em Espanha chamam guitarra de João Vaz Barradas Muito Pão e Morato (1762), mas também nos compêndios de música para cordofones de mão, como a Nova arte de viola de Manoel da Paixão Ribeiro (1789) e o Estudo de guitarra de Antonio da Silva Leite (1796).
Paralelamente, esse processo de inventário estabeleceu uma ligação histórica entre a violaria portuguesa e brasileira e permitiu conhecer alguns procedimentos antigos que chegaram ao presente e ainda são usados na construção de violas de cordas duplas no mundo lusófono, incluindo as violas brasileiras. Tal documentação permitirá novas pesquisas e trabalhos relacionados aos documentos portugueses sobre a violaria, mas também às fontes espanholas do gênero, especialmente o Inventario del contenido del taller del violero toledano Mateo de Arratía (Toledo, 1575), o Inventario de los bienes de Luys de Ayllon (Toledo, 1590), a Almoneda de trebejos del taller e instrumentos de Tomas Armengol, violero de Mallorca (Mallorca, 1591), as Ordenanzas del ofizio de bigoleros o vihueleros (Toledo, 1617), o Inventario y tasación de los bienes de Manuel de Arguello tasados por Francisco Mendez y Francisco de la Ano (Madrid, 1653), o Inventario de los bienes y de trebejos del taller que Joseph Gonzalez hizo despues del fallecimiento de su esposa Isabel de Ortega (Madrid, 1670), a Carta de pago y recibo de dote ortogado por Antonio de Medina a favor de Catalina Rodríguez (Madrid, 1674), o Inventario de bienes de Theodosio Dalp aportados en su matrimonio con Josepha Sayz de Medina (Madrid, 1715) e o Inventario y valoración del contenido del taller de Manuel Nieto Peñalver (1872).